# 音更町立下音更中学校
音更町立下音更中学校（おとふけちょうりつしもおとふけちゅうがっこう）は北海道十勝総合振興局河東郡音更町にある公立中学校。

## 部活動
- 野球
- サッカー
- 陸上競技
- ソフトボール
- バドミントン
- バスケットボール
- バレーボール
- 吹奏楽
- コンピュータ